# Dipartimento di Barh El Gazel Settentrionale
Il dipartimento di Barh El Gazel Settentrionale è un dipartimento del Ciad facente parte della provincia di Barh El Gazel. Il capoluogo è Salal.

## Comuni
Il dipartimento comprende i seguenti comuni:
- Dourgoulanga
- Mandjoura
- Salal
- Islet
- Toumia